# ترمین
تِرِمین (به روسی: Терменво́кс، به انگلیسی: Theremin) یک ساز الکترونیکی است که در سال ۱۹۱۹ توسط لئون ترمین فیزیکدان روسی اختراع شد. امروزه این ساز منحصر به فرد بسیار مورد توجه هنرمندان قرار گرفته‌است.
ترمین نه تنها شبیه هیچ‌سازی نیست، بلکه شیوه نواختن آن هم منحصر به فرد است. به این ترتیب که این ساز بدون لمس شدن نواخته می‌شود. صدا توسط دو نوسان ساز به وجود می‌آید که با هم به ارتعاش در می‌آیند. یکی از نوسان سازها در فرکانسی با طیفی بالاتر از حد شنوایی انسان عمل می‌کند و فرکانس‌های نوسان ساز دیگر با ورود دست به میدان مغناطیسی تغییر می‌کند. ضرباهنگ فرکانس که تفاوت میان فرکانس‌های دو نوسان ساز است، صدایی است که می‌شنویم.
زمانی که ترمین روشن می‌شود، یک میدان مغناطیسی اطراف ساز را فرا می‌گیرد و زمانی که دست نوازنده به این میدان وارد می‌شود، تغییراتی در فرکانس و حجم صدا ایجاد می‌شود. دو آنتن از بدنه ترمین خارج شده‌اند که یکی کنترل‌کننده فرکانس صدا (pitch) و دیگری کنترل‌کننده حجم و مقدار آن است. زمانی که دست نوازنده به سمت آنتن عمودی حرکت می‌کند، صدا زیرتر و ریزتر می‌شود و نزدیک کردن دست به آنتن افقی سبب کم شدن بلندی صدای ساز می‌شود. از آنجایی که هیچ تماس فیزیکی بین ساز و نوازنده وجود ندارد، نواختن ترمین به مهارت بالا و گوش موسیقی عالی نیاز دارد.

## تاریخچه
ساز ترمین اولیه محصول پژوهش‌های با پشتوانهٔ دولتی کشور روسیه پیرامون حسگرهای مجاورتی است. این ساز توسط فیزیک‌دان روس‌تبار به نام لو سرگیویوچ ترمن (که در غرب با نام لئون ترمین شناخته می‌شود) در ماه اکتبر سال ۱۹۲۰ میلادی و پس از درگرفتن جنگ داخلی روسیه اختراع شد. او پس از اجراهای متعدد در اروپا، که در خلال آن‌ها اختراع خود را در اجراهای مملو از بیننده ارائه نمود، به ایالات متحده نقل‌مکان نمود، جایی که اختراع خود را در سال ۱۹۲۸ به ثبت رساند. او متعاقباً نائل به تولید انبوه این ساز توسط شرکت آمریکائی آرسی‌ای (به انگلیسی: RCA) شد.
ترمین در ابتدا ساز خود را آتروفون (به انگلیسی: Aetherphone) نامگذاری نموده بود که به معنای «موسیقی اثیری» است. در ۱۹۲۸ لئون ترمین به آمریکا رفت تا اختراع خود را معرفی کند. در آنجا استودیویی برای کار در اختیار او قرار دادند و ترمین نواختن سازش را به چند موسیقی دان آموزش داد تا بتوانند در معرفی ترمین به او کمک کنند. ترمین علاقه‌مندان بسیاری در آمریکا پیدا کرد و یکی از مهمانان دائمی او آلبرت اینشتین بود که بیش از هرچیز به مسائل تکنیکی پدیده ترمین علاقه‌مند بود تا نواختن آن. کمپانی مشهور ضبط صفحه RCA Victor دست به تولید ترمین زد و حتی ارکستری در کارنگی هال (به انگلیسی: Carnegie Hall) برنامه‌ای اجرا کردند که ساز آن تنها ترمین بود. اما از آنجایی که ترمین سازی بود که به سادگی تولید صدا می‌کرد و نواختن آن به همان اندازه مشکل بود، از طرف نوازندگان و موسیقی دانان با استقبال انبوه مواجه نشد و تعداد اندکی نوازندگان بسیار عالی ترمین وجود دارند. کلارا راکمور (به انگلیسی: Clara Rockmore) برجسته‌ترین شاگرد ترمین بود که هم به اجرای سولو و هم همراه با ارکستر سمفونیک می‌پرداخت.
سپس در سال ۱۹۳۸، لئون ترمین را علی‌رغم میل خودش به روسیه برگرداندند و او مجبور به ترک استودیو، کار، دوستان و حتی همسرش شد و نتوانست تا ۵۱ سال بعد از شوروی خارج شود. گفته شده‌است که او پس از گذراندن دوران محکومیت خود در زندان، مجبور به کار برای کاگ‌ب KGB شد و برای آن‌ها دستگاه استراق سمع "bug" را ساخت و همچنین شیوه‌هایی برای پاک کردن صداهای مزاحم نوارهای صوتی ابداع کرد. او حتی موفق به ساختن یکی از اولین تلویزیونها شد. بالاخره در سال ۱۹۸۹ و در سن ۹۳ سالگی، ترمین توانست از روسیه خارج شود.

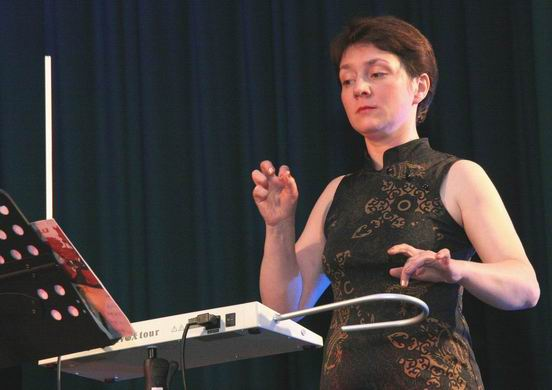
لیدیا کاوینا، نوازنده ترمین

## کاربرد در زمینهٔ موسیقی فیلم
صدای ترمین در سینمای علمی تخیلی سالهای ۵۰، طرفداران بسیاری داشت و با تأثیرات وهم‌آور صوتی خود، تبدیل به یکی از شاخصه‌های سینمای وحشت آن دوره شده‌است. فیلم طلسم شده ساخته آلفرد هیچکاک و تعطیلات از دست رفته از فیلم‌های مشهوری هستند که موسیقی آن‌ها با ترمین نواخته شده‌است. کلارا راکمور هرگز راضی نشد برای موسیقی فیلم ترمین بنوازد زیرا از نظر او این ساز یک «ساز جدی کلاسیک» بود و این کار موجب کم شدن ارزش آن می‌شد. در این میان لئون ترمین چنان از بقیه جهان دور بود که از هیچ‌یک از موفقیت‌ها و بحث و جدل‌هایی که به سازش مربوط می‌شد اطلاع نداشت.
امروز هم از ترمین در ساختن موسیقی فیلم استفاده می‌شود و تعدادی از نوازندگان به آن پرداخته‌اند. همچنین استفاده از آن توسط گروه‌هایی چون (لد زپلین (به انگلیسی: Led Zeppelin) و ریدیوهد (به انگلیسی: Radiohead) موجب تجدید حیات این ساز شد. خانم لیدیا کاوینا (به انگلیسی: Lydia Kavina) آخرین شاگرد ترمین و یکی از خواهرزاده‌های او است و در حال حاضر یک نوازنده ترمین کلاسیک بسیار مشهور است.